# 長葉羊耳蒜
長葉羊耳蒜（学名：Liparis nakaharai）为蘭科羊耳蒜屬下的一个种。

## 扩展阅读
- 維基物種上的相關：長葉羊耳蒜